# Płyniesz Olzo po dolinie

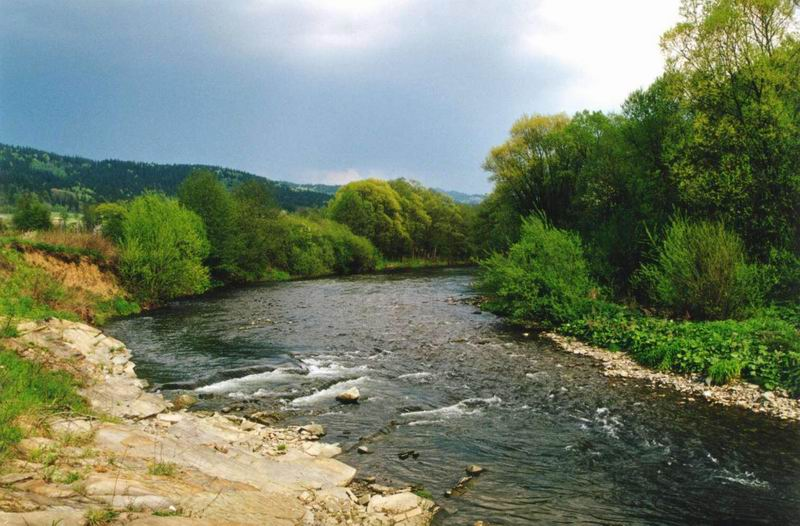
Rzeka Olza w Gródku

Płyniesz Olzo po dolinie... to nieoficjalny hymn Śląska Cieszyńskiego (szczególnie Polaków na tzw. Zaolziu) będący manifestacją polskości tego regionu, napisana przez polskiego nauczyciela Jana Kubisza (1848–1929).
Pieśń opublikowana została w 1889 pod tytułem „Nad Olzą w Śpiewach starego Jakuba”.

## Tekst pieśni
Płyniesz Olzo, po dolinie,
płyniesz jak przed laty,
takie same na twym brzegu
kwitną wiosną kwiaty
A twe wody w swoim biegu,
Się nie zamąciły;
I tak samo lśnią się w słońcu,
Jak się dawniej lśniły.
Ale ludzie w swoim życiu
zmienili się bardzo,
zwyczajami, wiarą przodków
ledwie że nie gardzą
I dąb stary nad twym brzegiem
jak szumiał tak szumi,
a wnuk starą mowę dziadów
ledwie że rozumie
Na twym brzegu dawnym śpiewem
słowik się odzywa,
a dziś śliczne nasze pieśni
ledwie że kto śpiewa
W świętej ziemi chananejskiej
rzeka Jordan płynie,
w jego wodach Izraela
lud brał oczyszczenia
Więc z modlitwą ukląknąłem
w pokorze przed Panem
byś się stała, Olzo, takim
i dla nas Jordanem
Potem kiedyś, gdy po falach
wiosną wiatr zawieje,
wnuk usłyszy w twych fal szumie
swoich przodków dzieje
Wnuk usiądzie na twym brzegu
dumać nad przeszłością
I żyć będzie dla swej ziemi
czynem i miłością!